# Sarah Katsoulis
Sarah Jane Katsoulis (* 10. Mai 1984 in Milton) ist eine ehemalige australische Schwimmerin.
Sie gewann eine Bronzemedaille über die 200 Meter Brust bei den Commonwealth Games 2010.
Bei der Schwimmweltmeisterschaften 2009 gewann sie einmal Silber und einmal Bronze, bei den Kurzbahnweltmeisterschaften 2008 gewann sie zweimal Silber, 2004 und 2010 jeweils Bronze, 2012 Silber und Bronze und bei den Pan Pacific Swimming Championships 2006 und 2010 insgesamt dreimal Bronze.